# عبد المسيح الأنطاكي
عبد المسيح بن فتح الله بن عبد المسيح الأنطاكي (16 فبراير 1875 - 18 نوفمبر 1922) شاعر وصحفي وكاتب سوري. ولد في حلب في أسرة من أصول يونانية ونشأ بها، وتعلم فيها على عبد الرحمن الكواكبي. أنشأ في حلب مجلّة شهريّة سمّاها الشذور استمرّت مدّة وأصدر عشرة أجزاء منها، ثم انتقل إلى مصر وأصدر جريدة العمران في بداية عام 1895 فاستمّرت اثني عشر عامًا. تنقّل بين البلدان المشرق العربي وتقرّب إلى زعمائها بنظمه الجيّد، وكان يرسل خلال رحلاته تحقيقاتٍ مشوّقة إلى جريدته في القاهرة. توفي في القاهرة. له عدة مؤلفات وثلاثة دواوين وملحمة شعرية طويلة بعنوان القصيدة العلوية المباركة.

## سيرته
ولد عبد المسيح بن فتح الله بن عبد المسيح بن حنّا الأنطاكي الحلبي في 16 فبراير 1875 / 11 محرم 1292 في مدينة حلب بولاية حلب العثمانية ونشأ بها في أسرة أصلها من اليونان من أرثوذكس مشرقيون، انتقلت إلى أنطاكية، ثم إلى حلب في 1750. وفي حلب، نشأ في حيٍّ كان المسلمون فيه أكثرية ورأى كان هذا من حسن حظه، وأنه حظي بتنشئة مختلفة عن غيره من المسيحيين، مما سمح له، عند بلوغه سنَّ النضوج، أن يعي أن جيرانه المسلمين «شركاء في الوطن».

تعلم عبد المسيح الأنطاكي مبادئ العربية فيها، وأقبل على المطالعة، فوقف على تاريخ العرب، ومعتقداتهم في الجاهلية، ووعى تاريخ المسلمين ومذاهبهم، فتعلم على عبد الرحمن الكواكبي.

أصدر مجلة شهريّة الشذور أو رسائل أدبيّة في حلب عام 1879 التي استمرّت مدّة وأصدر عشرة أجزاء منها وقد أسست في حلب مطبعة الفوائد لطباعتها. ثم هاجر إلى مصر في نفس السنة، فأنشأ جريدة الشهباء في بداية عام 1895، التي حوّل اسمها إلى العمران، فاستمّرت اثني عشر عامًا.

توفي عبد المسيح الأنطاكي في القاهرة بالسلطنة المصرية في 18 نوفمبر 1922/ 29 ربيع الأول 1341.

## مهنته الأدبية‌
في رأي عبد العزيز البابطين، سار عبد المسيح الأنطاكي «على نهج بعض الشعراء القدامى الذين عاشوا في ظل الخلفاء؛ فرأى بعلاقته بالشيخ خزعل أمير شط العرب في المحمرة ومدحه له ما يمكن أن يجسد علاقة الشعراء بالخلفاء، فربط حياته بحياته، وقصر أكثر شعره على مدحه، كما زار الكويت ومدح شيخها مبارك الكبير، وحرّر سلسلة مقالات بالغ في وصف عمرانها ورخائها.» وقال عن أسلوبه الشعري «شاعر مداح. فمعظم شعره في مدح الأمراء والسلاطين. كتب ملحمة شعرية عن سيرة الإمام علي، وهي أول مطولة عربية ذات نفس ملحمي تبلغ هذا الطول مع الحفاظ على ذات الوزن والقافية. يمتاز بنفس شعري طويل، ويغلب على لغته طابع المباشرة الذي يجيء ملائمًا - فيما يبدو - لطبيعة السرد الشعري. يلتزم النهج التقليدي إطارًا لمدائحه.»

## حياته الشخصية
نشأ فقيرًا وحرص على أن يكون أدبه وسيلة للارتزاق وجمع الثروة. كان مسيحيًا ينتمي إلى طائفة الروم أورثوذكسية. وكان من أنصار الاتحاد بين طائفته الأورثوذكسية وطائفة الروم الكاثوليك.

## مؤلفاته

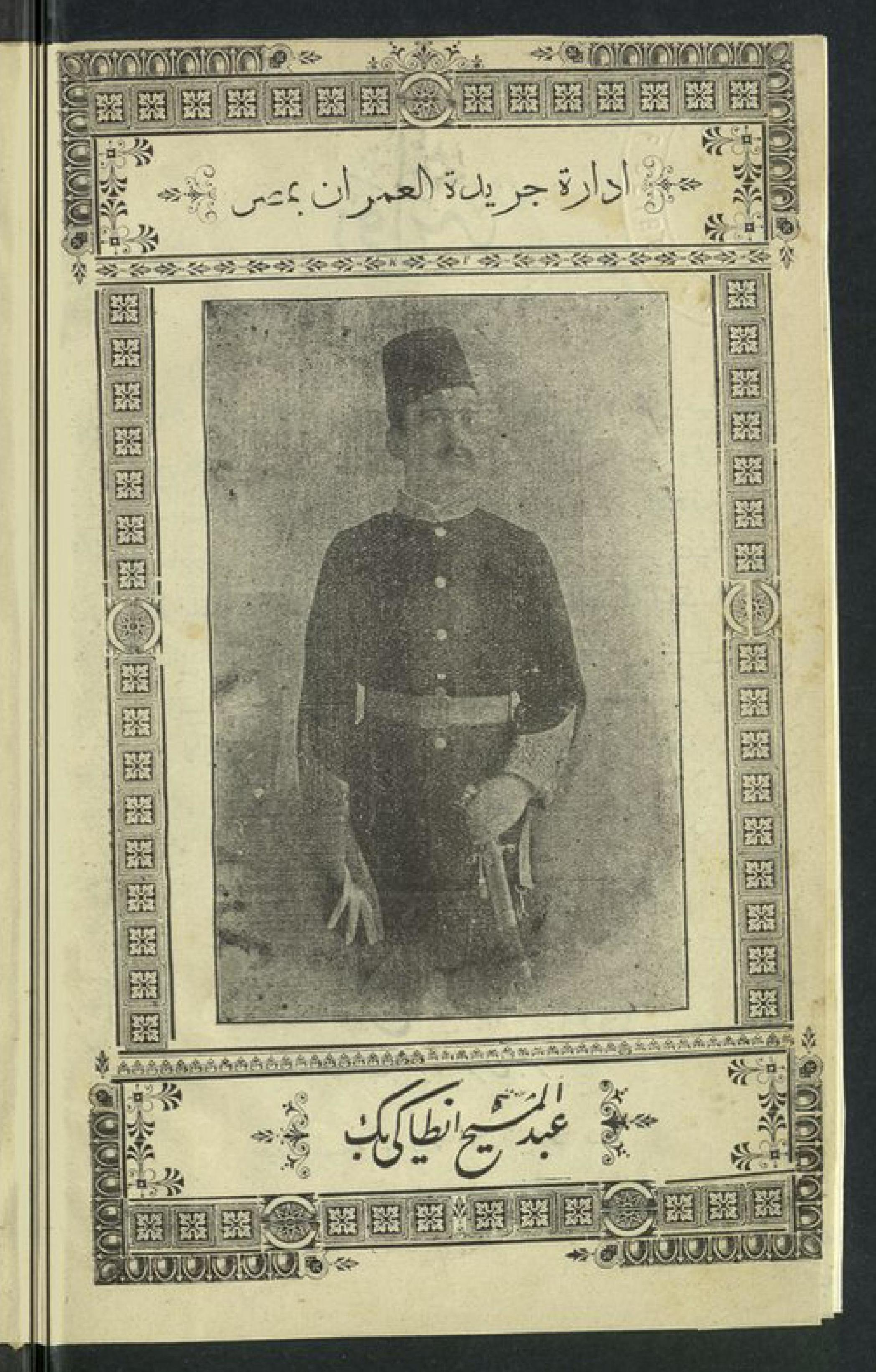
الصفحة الثامنة من الرواية التي كتبها الأنطاكي، شهيد الجلجلة، تظهر صورة تنميش له بالزي الرسمي العثماني.

- اللالي السنية لعروس الكنيسة الانطاكية الأرثوذكسية وهو نبذة تاريخية عن الكرسي الانطاكي المقدس من القديس بطرس الرسول إلى غبطة امام الاحبار البطريرك ملاتيوس وفيه تفصيل الحوادث التي حدثت منذ مئة وسبعين عاماً حتى القرن العشرين ومزين الكتاب بصور كثيرة، 1900
- عُرف الخَزام في مآثر السادة الكرام، جميع قصائده في المديح، 1902
- مطلع الميامن في تهاني عبطة البطريرك كيرلس الثامن، 1903
- شهيد الجلجلة، رواية، 1904
- عرف الطيب في مدائح السيد طالب النقيب، 1904
- الآيات الصباح في مدائح مولانا صاحب السمو أمير الكويت الشيخ مبارك باشا ابن الصباح، 1907
- الدرّ الحسان في إمارة عربستان، أو  الدرر الحسان في منظومات ومدائح مولانا معز السلطنة سردار ارفع سمو الشيخ خزعل خان امير المحمرة وحاكمها ورئيس قبائلها يتضمن مدائحه في خزعل الكعبي، 1908 [16]
- الرياض المزهرة بين الكويت والمحمرة، 1907
- نيل الأماني في الدستور العثماني، 1909
- سياحة أثرية بين الأقصر وأسوان، أو سياحة أثرية بين الأقصر وأسوان وبيان وسيم عن بعض أعمال المحسن العظيم الشيخ جاسم بن محمد آل إبراهيم، 1911
- آمنة الأدب أو واقعة في حلب، مقامة هزلية
- الرياض الخزعلية في السياسة الإنسانية، أو، أفضل خطة قلم في الاخلاق والحكم، بالاشتراك مع خزعل الكعبي، 1911
- رحلة السلطان حسين في رياض البحرين، 1916
- القصيدة العلوية المباركة أو تاريخ شعري لصدر الإسلام ، ملحمة شعرية تتناول تاريخ حياة الإمام علي بن أبي طالب، بلغ عدد أبياتها نحوًا من ستّة آلاف بيت (تحديدًا مكونة من 5595 بيتًا)، وتعتبر أطول قصيدة في الشعر العربي على الإطلاق في رأي بعض نقاد الأدب، 1920

## وصلات خارجية
- عبد المسيح الأنطاكي على موقع أرشيف الشارخ.
- في موقع أرشيف المجلات
- مصير الشعر الأنطاكي لقاسم الرويس (جريدة الرياض، 27 اغسطس 2014، العدد 16865)